# Metropolia warneńska i wielkopresławska
Metropolia warneńska i wielkopresławska – jedna z eparchii Bułgarskiego Kościoła Prawosławnego, z siedzibą w Warnie. Jej ordynariuszem jest metropolita warneński i wielkopresławski Jan (Iwanow), zaś funkcję katedry pełni sobór Zaśnięcia Matki Bożej w Warnie.
Metropolia w obecnym kształcie została erygowana w 1872 po powołaniu w 1870 Egzarchatu Bułgarskiego i po połączeniu eparchii presławskiej i warneńskiej w jedną pod nazwą warneńsko-presławskiej, przy czym rezydencja metropolitów miała znajdować się w Szumenie. Pierwszym zwierzchnikiem eparchii został metropolita Symeon, który sprawował urząd do 1937. Jego następcą został metropolita Józef. Po jego śmierci w 1988 urząd objął metropolita Cyryl, który sprawował urząd do śmierci w 2013. W 1997 eparchia otrzymała nazwę warneńska i wielkopresławska.
W listopadzie 2013 w wyborach nowego metropolity warneńskiego 30 delegatów duchowieństwa i świeckich początkowo dokonywało wyboru pomiędzy biskupem agatonijskim Borysem oraz biskupem prowackim Ignacym. Wybór pierwszego z kandydatów spotkał się z protestami wiernych, elektorom zarzucono przekupstwo. Wybory zostały unieważnione przez Święty Synod Bułgarskiego Kościoła Prawosławnego, a patriarcha Neofit osobiście odwiedził Warnę. Wbrew żądaniom uczestników protestu z listy kandydatów nie usunięto biskupa Borysa, którego manifestanci oskarżali o wszelkie nieprawidłowości w czasie wyborów. Ostatecznie nowego metropolitę warneńskiego wskazał 22 grudnia 2012 w głosowaniu Święty Synod Bułgarskiego Kościoła Prawosławnego, wybierając dotychczasowego biskupa znepolskiego Jana.
Metropolia dzieli się na pięć dekanatów: warneński, dobricki, prowadijski, szumeński i tyrgowiszteński. W eparchii działa 308 cerkwi (z czego 13 w Warnie) obsługiwanych przez 98 kapłanów.
Metropolii podlegają następujące klasztory:
- monaster Świętych Konstantyna i Heleny w Swetim Konstantinie i Swetej Elenie
- monaster św. Mariny w Botewie
- monaster św. Eliasza w Aleksandrii
- monaster Świętych Piotra i Pawła w Złatarze

## Metropolici
- Symeon (Popow), 1872–1937
- Józef (Łazarow), 1937–1988
- Cyryl (Kowaczew), 1989–2013
- Jan (Iwanow), od 2013